# Tuj
Tuj (rusky Туй je řeka v Omské oblasti v Rusku. Je 507 km dlouhá. Povodí má rozlohu 8490 km². Nazývá se také Velký Tuj rusky Большой Туй [Bolšoj Tuj]).

## Průběh toku
Protéká přes bažinatou rovinu v členitém korytě. Na dolním toku dosahuje šířky až 120 m. Ústí zprava do Irtyše (povodí Obu).

## Vodní režim
Zdrojem vody jsou převážně sněhové srážky. Průměrný roční průtok vody ve vzdálenosti 61 km od ústí činí 27,6 m³/s. Zamrzá na konci října až v první polovině listopadu a rozmrzá na konci dubna až v první polovině května.